# Альтирин
Альтирин (лат. Altirhinus, буквально — «высокий нос») — род птицетазовых динозавров из клады Ankylopollexia.

## Общее описание
Альтирин был травоядным животным, передвигавшимся на двух конечностях при беге или ходьбе, но, вероятно, мог становиться на четыре ноги при поедании пищи. Согласно первоначальному описанию, его тело достигало длины 8 метров от морды до кончика хвоста. Однако в 2010 году палеонтолог Грегори С. Пол оценил длину альтирина в 6,5 метров и массу в 1,1 тонны. Единственный найденный череп животного достигает 760 мм в длину, с широкой пастью и отличительным высоким сводом в верхней части морды, от которого динозавр и получил своё название.

## История изучения
Все известные экземпляры этого динозавра были найдены в 1981 году в результате совместных советско-монгольских экспедиций, в геологической формации ХухТээг, на территории аймака Дорноговь, Монголия. ХухТээг датируется 125—100 миллионами лет назад, что относится к отложениям аптского — альбского ярусов нижнего мела. В этих же слоях были найдены пситтакозавр и примитивный анкилозаврид шамозавр.
В настоящее время известно несколько окаменелых скелетов разного возраста и размера. Типовым экземпляром, PIN 3386/8, является череп (особенно хорошо сохранилась его левая сторона), а также некоторые элементы скелета, состоящие из частичных останков конечностей, плечевого и тазового поясов. Также были раскопаны фрагменты черепа вместе с останками рёбер, частями позвонков и передними конечностями. Третий образец состоит из множества костей конечностей и 34 хвостовых позвонков, оставшихся от меньшей особи. По соседству были обнаружены два скелета, вероятно, принадлежавших молодым особям.
Первоначально останки альтирина были отнесены к виду Iguanodon orientalis, который был впервые описан в 1952 году. Однако, как показали дальнейшие исследования, название Iguanodon orientalis было основано на незначительных фрагментарных останках, плохо изученных и практически не отличимых от европейского Iguanodon bernissartensis. И поскольку найденные в 1981 году в Монголии останки нельзя было ассоциировать с Iguanodon orientalis, им потребовалось новое название. Британский палеонтолог Дэвид Норман в 1998 году выделил их в отдельный род и вид Altirhinus kurzanovi.
Название было скомпоновано из латинского слова altus — «высокий» и греческого ῥίς, rhis (род. пад. от rhinos) — «нос», «морда». Единственный найденный вид назван в честь русского палеонтолога Сергея Курзанова, который обнаружил образцы в 1981 году.

## Систематика
Альтирин безусловно является продвинутым игуанодонтом, только основанным на семействе гадрозаврид, однако насчёт точного расположения рода и вида в генеалогии орнитопод до сих пор нет единого мнения. В первоначальном описании он был включён вместе с игуанодоном и уранозавром в семейство игуанодонтид. Более поздние исследования показали бо́льшую обособленность альтирина от этих двух родов. Он был ближе к протогадросу, пробактрозавру и гадрозавридам. Первые два исследования также поместили эоламбию между альтирином и гадрозавридами, пока анализ, проведённый Норманом, не выявил принадлежность этих двух родов к одной кладе.

## Палеобиология

### Передвижение
Поскольку его передние конечности примерно вдвое короче задних, альтирин, скорее всего, был двуногим. Тем не менее, кости его запястий были толстыми и составными, а три центральных пальца передних конечностей — широкими, хорошо растягивались в суставах и оканчивались копытцами. Это указывает на то, что передние лапы были приспособлены поддерживать вес животного. Как и многие орнитоподы, альтирин, возможно, проводил много времени, опираясь на четыре лапы, например, во время кормления.

### Питание
Если три средних пальца передних конечностей были толстыми и приспособленными удерживать большой вес животного, то внешние пальцы кардинально отличались. Первый палец был простым острым шипом, как у игуанодона. Помимо защитной функции, большой палец мог использоваться для вскрытия плодов и семян. Мизинец противопоставлялся остальным пальцам и, вероятно, служил для захвата пищи.
Между клювом в передней части рта и жевательными зубами существовал большой разрыв (диастема), который позволял этим двум частям рта работать независимо — альтирин мог орудовать клювом и одновременно пережёвывать. Подобная способность присутствует у многих травоядных млекопитающих, которые могут срезать резцами и одновременно пережёвывать коренными зубами.
Альтирин был одним из ряда продвинутых игуанодонтов с мордами, расширенными наружу. Это оказалось возможным из-за конвергентной эволюции гадрозаврид, известных своими «утиными» мордами. Подобные приспособления присутствуют у многих ныне живущих травоядный млекопитающих, различных по происхождению. Современные коровы, лошади, а также белый носорог обладают похожей расширенной мордой, как и другие пасущиеся животные. Выпас чаще всего происходит на уровне земли, и если расширенные морды альтирина и других родственных видов можно объяснить адаптацией к выпасу, становится понятной анатомия передних конечностей — для того, чтобы наклонять голову поближе к земле.

### Носовой свод
Характерная арочная конструкция альтирина сформирована носовыми костями. Подобную структуру можно видеть, например, у австралийского муттабурразавра. Существует множество предположений, для чего она могла использоваться. Возможно, она вмещала обширную сеть сосудов для охлаждения крови, или там содержались запасы воды, или она служила для усиления обоняния. Альтернативные версии приписывают такой структуре коммуникативные функции, например, усиление звука или цветовая раскраска. Поскольку обнаружено только два черепа, вполне вероятно, что свод присутствовал только у животных одного пола, в таком случае, он использовался для демонстрации сексуальности, как у современных морских слонов.